# Садикабад
Садикабад (англ. Sadiqabad) — город в провинции Пенджаб, Пакистан, расположен в округе Рахимъярхан. Население — 231 467 чел. (на 2010 год).

## Демография
| 1961   | 1972   | 1981   | 1998    | 2010    |
| ------ | ------ | ------ | ------- | ------- |
| 16 007 | 37 121 | 63 935 | 141 509 | 231 467 |